# クスノキの女神
『クスノキの女神』（クスノキのめがみ）は、東野圭吾による日本の長編小説。クスノキシリーズの第2作。

## 概要
願いを叶えるといわれるクスノキの番人を任された青年と、そのクスノキに祈りに訪れる人々との交流を描いたエンターテイメント小説。
「おーい、クスノキ」が『The forward』（実業之日本社）Vol.1（2021年11月）からVol.2（2022年2月）に、「今日の僕から明日の僕へ」（きょうのぼくからあしたのぼくへ）が『The forward』Vol.3（2022年5月）からVol.6（2023年2月）に掲載されたのち、これらの作品をもとに加筆し、長編としてまとめられ2024年5月23日に同社から単行本が刊行された。2025年3月時点で20万部を達成している。
作中で悩みを抱えた少年と少女が共同で絵本を創作するが、「子どもたちに、読書の喜びや楽しみを知るきっかけとなる作品を届けたい」という著者・東野の思いにより、『少年とクスノキ』と題する絵本が実際に刊行された。

## あらすじ
月郷神社でクスノキを管理する直井玲斗のもとに、詩集を置かせてほしいと女子高生・早川佑紀奈が弟妹を連れて現れる。
玲斗はその申し出を受け入れるが、やがて詩集に強く惹かれる男性・久米田康作が現れ、代金を払わず持ち帰ろうとする。
佑紀奈は代金の代わりに感想を書くことで久米田を見逃すが、その後、久米田が強盗致傷事件で逮捕される。
玲斗は久米田が事件の夜にクスノキに身を隠していたと知り、事件の真相を探り始める。
一方、玲斗は認知症カフェで出会った記憶障害を持つ少年・針生元哉に、佑紀奈の詩集を勧めると、彼は刺激を受けて絵を描き上げる。
玲斗は佑紀奈と元哉を引き合わせると二人は意気投合し、ある計画を始動させる。

## 登場人物

### 主要人物
直井 玲斗（なおい れいと）
本作の主人公。月郷神社にあるクスノキの番人。千舟の強い勧めで通信大学の経済学部に籍を置き学ぶようになる。
柳澤 千舟（やなぎさわ ちふね）
玲斗の伯母（玲斗の母・美千恵の異母姉）。柳澤家の当主で先代のクスノキの番人。60代。
早川 佑紀奈（はやかわ ゆきな）
高校3年生。17歳。月郷神社に現れ、自分が書いた詩集を神社に置かせてほしいと玲斗に交渉する。
元哉が詩集からイメージして描いたクスノキの女神の絵を目にして、ある計画を思いつく。
針生 元哉（はりゅう もとや）
中学2年生。脳腫瘍による記憶障害でひとたび寝れば前日の記憶が必ず失われるため、日記に今日の出来事を記し「明日の僕へ」伝えている。
絵を描くことが好きで、イメージが湧けばすぐに描けるようにスケッチブックと色鉛筆をバックパックに入れて持ち歩いている。

### 早川家
佑紀奈たちの母親
6年前、建設現場の事故で夫を亡くし看護師としてひとり家計を支えていたが、脳脊髄液減少症を患い入院している。
早川 翔太（はやかわ しょうた）
佑紀奈の弟。小学生。詩集の代金を回収する段ボール製の集金箱を持って姉たちとともに月郷神社を訪れる。
佑紀奈の妹
佑紀奈と翔太の幼い妹。姉や兄と月郷神社を訪れる。

### 元哉の家族
針生 冴子（はりゅう さえこ）
元哉の母親。40歳前後。親子3人で江東区に住んでいたが藤岡と離婚し、現在は元哉を引き取り二人で暮らしている。
藤岡（ふじおか）
元哉の父親。フレンチの料理人。長身でがっしりした体格。女癖が悪く浮気したことが原因で冴子と離婚する。
スターウォーズのファンで幼い元哉と一緒に沢山みたことから、元哉は登場するキャラクターなど作品内容に詳しくなる。

### 強盗事件の関係者
久米田 康作（くめだ こうさく）
月郷神社で代金を払わず佑紀奈の詩集を持ち去ろうとしたアロハシャツ姿の中年男。
材木商の副社長だったが廃業したため、母親の伝手で関連会社に雇ってもらうなどしたが実務経験に乏しく堪え性もなくどこに行っても長続きしなかった。
一度売ったジャガーマスクの覆面目当てで森部の家に忍び込むが、森部が帰宅したことからそのまま逃走し、クスノキで一夜を過ごしたと警察に出頭する。
森部 俊彦（もりべ としひこ）
地元の実業家。覆面を被った強盗に襲われ頭部を負傷し、帰宅した妻に発見され病院に搬送される。康作とは麻雀仲間で古くからの知り合い。
骨董品などの収集家で康作が所有していたプロレスラー・ジャガーマスクの覆面を交渉して5万円で買い取っている。
久米田 松子（くめだ まつこ）
康作の母親。白髪の老婦人。千舟の小学校時代の同級生。有名な材木商の一人娘だったが、婿養子が亡くなったあたりから事業が上手くいかず廃業している。
坂上（さかがみ）
60代の男性。強盗事件が起きた日の夜、祈念中に心筋梗塞を発症するが千舟に携帯電話で電話し、異常を察した千舟が玲斗に伝えて救急搬送される。
中里（なかざと）
刑事課刑事一係長。警部補。40代くらい。康作の強盗容疑の捜査のため月郷神社を訪れる。

### ハッピーカフェ
毎月第二日曜に月郷神社のある町の隣町の公民館の小ホールで開催される軽い認知症や軽度認知障害の人たちが互いの悩みを語ったり、情報交換する認知症カフェ。
米村（よねむら）
ハッピーカフェの出席者。丸顔で背の低い老婦人。これまで3回玲斗に会っているが、毎回千舟の孫かと尋ねてくる。
認知症予防とボランティアを兼ね、養護施設で絵本の読み聞かせをしている。
上野（うえの）
ハッピーカフェをボランティアで手伝う女性看護師。同じ年ごろの出席者がいない元哉に歳の近い玲斗を紹介する。

### その他
岩本 義則（いわもと よしのり）
弁護士。千舟の学生時代の友人。細い顔に黒縁眼鏡で見事な白髪。康作の弁護を引き受ける。
大場 壮貴（おおば そうき）
和菓子メーカー「たくみや本舗」の跡取り息子。和菓子の作り方のイロハを修業する傍ら、営業と販売の見習いを行う。
玲斗に頼まれ、元哉の思い出の味である「梅大福」の作り方を教えることに協力する。

## 書誌情報
- 単行本：2024年5月23日発売[1]、実業之日本社、ISBN 978-4-408-53856-3

本作は以下の作品をもとに加筆し、長編としてまとめられている。
| タイトル                      | 初出                                   |
| ----------------------------- | -------------------------------------- |
| おーい、クスノキ 前編         | 『The forward』 vol.1（2021年11月）[3] |
| おーい、クスノキ 後編         | 『The forward』 vol.2（2022年02月）[4] |
| 今日の僕から明日の僕へ        | 『The forward』 vol.3（2022年05月）[5] |
| 今日の僕から明日の僕へ 第二回 | 『The forward』 vol.4（2022年08月）[6] |
| 今日の僕から明日の僕へ 第三回 | 『The forward』 vol.5（2022年11月）[7] |
| 今日の僕から明日の僕へ 第四回 | 『The forward』 vol.6（2023年02月）[8] |

## 少年とクスノキ
本作の作中で悩みを抱える少年と少女が一緒に作り上げた絵本「クスノキと少年」を架空のままにしておくには惜しいと考えた著者の東野により、実在の絵本として刊行された。
イラストはよしだるみが担当している。小学校から中学年を対象にすべての漢字にルビが振られている。

### 書誌情報（絵本）
- 少年とクスノキ（実業之日本社、文：東野圭吾、絵：よしだるみ）
  - 2025年5月1日発売[2]、ISBN 978-4-408-53878-5